# Tamara Toumanova

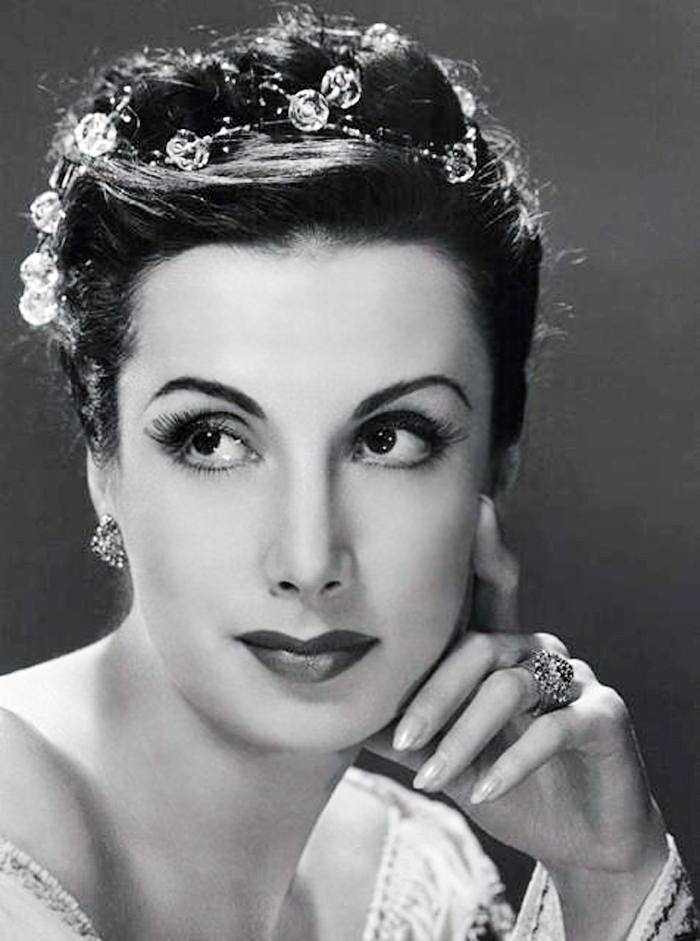
Tamara Toumanova – 1940er Jahre

Tamara Toumanova (russisch Тамара Владимировна Туманова; * 2. März 1919 in Tjumen, Westsibirien; † 29. Mai 1996 in Santa Monica) war eine russisch-amerikanische Balletttänzerin und Schauspielerin.

## Karriere
Toumanova studierte ab 1925 bei Olga Preobrajenska in Paris, debütierte 1927 als Wunderkind in dem Kinderballett L'Eventail de Jeanne (von Auric, Milhaud, Poulenc und sieben anderen Komponisten) und wurde 1932 von George Balanchine für die Ballets Russes de Monte Carlo engagiert, wo sie Rollen in seinen Balletten Cotillon, Concurrence und Le Bourgeois kreierte. Toumanova war eine der drei berühmten „Baby Ballerinen“ (zusammen mit Irina Baronova und Tatiana Riabouchinska). Sie folgte Balanchine in dessen kurzlebige Truppe Les Ballets 1933 und kehrte dann zu den Ballets Russes de Monte Carlo zurück, wo sie in Balletten von Léonide Massine wie Union Pacific (1934) solistische Rollen kreierte. Bei der Aufspaltung der Ballets Russes de Monte Carlo (1936) ging sie zunächst zu den von Colonel de Basil geleiteten Nachfolgegruppen, später zu der von René Blum gemanagten Truppe. Sie tanzte immer wieder in Balletten von Balanchine und Massine, gastierte in etlichen Kompanien und tanzte als Wunschkandidatin des Librettisten Jean Cocteau die Hauptrolle in Serge Lifars Phèdre (auch 1963 bei den Aufführungen an der Deutschen Oper Berlin).

## Film
Toumanova spielte in sechs englischsprachigen Filmen zwischen 1944 und 1970, immer in Tänzerinnen-Rollen. Ihr Film-Debüt war 1944 in Days of Glory (mit Gregory Peck). 1953 spielte sie die Anna Pavlova in Tonight We Sing, und 1954 in dem Musical-Film Deep in My Heart in der Rolle der französischen Tänzerin Gaby Deslys. 1956 hatte sie eine Tanzszene mit Gene Kelly in seinem Tanzfilm Einladung zum Tanz. 1966 spielte sie eine Ballerina in Alfred Hitchcocks Thriller Der zerrissene Vorhang. Und 1970 war sie die russische Ballerina „Madame Petrova“ in Billy Wilders The Private Life of Sherlock Holmes.

## Auftritte
Im Film
- 1942: Spanish Fiesta (Kurzfilm)
- 1944: Days of Glory
- 1953: Götter ohne Maske (Tonight We Sing)
- 1954: Tief in meinem Herzen (Deep in My Heart)
- 1956: Einladung zum Tanz (Invitation to the Dance)
- 1964: Phädra (Fernsehfilm)
- 1966: Der zerrissene Vorhang (Torn Curtain)
- 1970: Das Privatleben des Sherlock Holmes (The Private Life of Sherlock Holmes)

Als Tänzerin
- 1934: Der Komet (cr) in Les Imaginaires (Lichine), de Basils Ballets Russes, London Tarantella in La Boutique fantasque (Revival; Massine), de Basils Ballets Russes, London
  - Die Frau des Müllers in Le Tricorne (Massine), (de Basils) Monte Carlo Ballet Russe, Chicago
  - Das mexikanische Mädchen (cr) in Union Pacific (Massine), (de Basil's) Monte Carlo Ballet Russe, Philadelphia
- 1935: The Poor Couple (cr) im Jardin public (Massine), (de Basil's) Monte Carlo Ballet Russe, Chicago
  - Solotänzerin (cr) in Le Bal (Massine), (de Basil's) Monte Carlo Ballet, Chicago
- 1936: Der Geliebte (cr) in Symphonie fantastique (Massine), de Basil's Ballets Russes, London
- 1938: Titelrolle in Giselle (nach Petipa, Coralli, Perrot) (Denhams) Ballet Russe de Monte Carlo, London.
- 1940: Aurore (cr) in Le Mariage d'Aurore (Auroras Hochzeit) (Petipa), Original Ballet Russe, Sydney
  - Illusion (cr) in La Lutte eternelle (Schwezoff), Original Ballet Russe, Sydney
  - Swanilda in Coppelia (Obukhov nach Petipa, Saint-Leon), Original Ballet Russe, Sydney
- 1941: Dritter und Vierter Satz (cr) in Balustrade (Balanchine), Original Ballet Russe, New York
  - Ariadne (cr) in Labyrinth (Massine), Denhams Ballet Russe de Monte Carlo, New York
  - The Cakewalk (cr) in Saratoga (Massine), Denham's Ballet Russe de Monte Carlo, New York
- 1944: The Girl (cr) in Moonlight Sonata (Massine), Ballet Theatre, New York
  - Solotänzerin (cr) in Harvest Time (Nijinska), Ballet Theatre, New York
  - Kitri in Don Quijote Pas de Deux (Obukhov nach Petipa), Balletttheater. New York
- 1944–45: Zuckerpflaumenfee in Der Nussknacker Pas de deux (Dolin nach Ivanov), Ballet Theatre, New York
  - Odile in Black Swan Pas de deux (Schwanensee, Akt III; Dolin nach Petipa), Ballet Theatre, New York
- 1947: Zweiter Satz (cr) im Palais de Cristal (später Symphonie in C genannt ; Balanchine), Pariser Opernballett, Paris
  - Titelrolle in Giselle (Sergejew nach Petipa, Coralli, Perrot), Paris Opera Ballet, Paris
- 1949: Die Herzogin (cr) in Del Amor y de la muerte (Ricarda), Grand Ballet du Marquis de Cuevas, Paris
  - Die Infantin (cr) in Le Coeur de Diamond (Lichine), Grand Ballet du Marquis de Cuevas, Monte Carlo
- 1950: Titelrolle (cr) in Phedre (Serge Lifar), Paris Opera Ballet, Paris
  - Solotänzerin (cr) in L'Inconnue (Lifar), Paris Opera Ballet, Paris
  - Solotänzerin (cr) in La Fee d'Aibee (Aveline), Ballett der Pariser Oper, Versailles
  - Solotänzerin (cr) in La Pierre enchantee (Lifar), Paris Opera Ballet, Paris
- 1951: Potiphars Frau (cr) in Leggenda di Giuseppe (Die Legende von Joseph; Wallmann), Mailänder Scala
  - Solotänzerin (cr) in La Vita dell'uomo (Wallmann), Mailänder Scala
- 1952: Solotänzerin (cr) in Reve (pas de deux; Dolin), London Festival Ballet, London
- 1956: Solotänzerin (cr) in Die sieben Todsünden (Charrat), Mailänder Scala
  - Der Tanz der sieben Schleier (cr) in Salome (Oper; Mus. Strauss, Chor. Toumanova), Mailänder Scalaala
  - Solotänzerin (cr) in Epoque romantique (auch chor.), Piccola Scala, Mailand
  - Die Prinzessin (cr) in Le Fanfare pour le Prince (Taras), Feier der Hochzeit von Fürst Rainier III. von Monaco und Grace Kelly, Monte Carlo

## Persönliches Leben
Einige Quellen weisen darauf hin, dass Tamara Toumanova als Tamara Vladimirovna Khassidovitch in Sibirien geboren wurde, während ihre Mutter, Prinzessin Eugenia (später Eugenie) Dmitrievna Toumanova auf der Suche nach ihrem Ehemann (Wladimir Khassidovitch) aus Georgien floh.
Toumanova war teilweise georgischer, armenischer und polnischer Abstammung. Die Sängerin Lyudmila Lopato, die Toumanova persönlich kannte, schrieb: "Tamara war armenisch-polnischer Abstammung, keine georgische Prinzessin, wie viele Leute denken". Tamara selbst hob ihre georgische Herkunft bei vielen Gelegenheiten hervor – "Ich glaube, er sah eine Verwandtschaft mit mir, mit meiner Tristesse, mit meinem georgischen Teil."; "Meine Mutter, Evgeniya Toumanova, war Georgierin, gebürtige Tschkeidse, aus Tiflis. Manchmal hat sie mit mir georgisch gesprochen."; usw. Dies wird weiter durch die offiziellen Dokumente ihrer Familie in Georgien und dem Russischen Reich bestätigt, einschließlich der ihres Onkels (Bruder der Mutter) Prinz Zachary Dmitrievich Tumanov, dessen ethnische Zugehörigkeit als "Georgian" angegeben wird. Tamaras Eltern waren zutiefst religiös. Tamara, ihre Mutter und ihre Großmutter mütterlicherseits, Prinzessin Elizabeth Chkhedize, waren georgisch/russisch- orthodox, während Toumanowas Großvater mütterlicherseits Prinz Dmitry Toumanov ein Anhänger der Armenischen Apostolischen Kirche war.
Die Eltern von Toumanova hatten sich während der Russischen Revolution getrennt. Sie war 18 Monate alt, bevor die Familie wieder zusammenkam. Die Familie flüchtete über Wladiwostok aus Russland.
1944 heiratete Toumanova Casey Robinson, den Produzenten und Drehbuchautor ihres ersten Films Days of Glory. Die Verbindung blieb kinderlos. Das Paar ließ sich am 13. Oktober 1955 scheiden.

## Tod
Toumanova starb am 29. Mai 1996 im Alter von 77 Jahren in Santa Monica, Kalifornien, aus unbekannten Gründen. Vor ihrem Tod schenkte sie ihre Preobrajenska-Kostüme dem Vaganova Choreographic Museum in St. Petersburg, Russland. Sie wurde neben ihrer Mutter Eugenie in Hollywood auf dem Hollywood Forever Cemetery beigesetzt.
Der britische Choreograf John Gregory beschrieb Toumanova als "bemerkenswerte Künstlerin – eine großartige Persönlichkeit, die nie aufgehört hat zu schauspielern. Ohne sie ist das russische Ballett nicht vorstellbar."